# Guantanamera (píseň)
Guantanamera je velmi známá kubánská píseň.

## Text
Jako základ textu této písně jsou použity první verše José Martího z jeho Versos sencillos.

### Refrén
Refrén tvoří pouze slova „Guantanamera, guajira Guantanamera“. Jde o slovní hříčku. Guantanamera znamená „děvče z Guantánama“. Slovo guajira má dva významy. Tím původním je „selka“, spojení guajira Guantanamera pak vyjadřuje „selka z Guantánama“. Označení guajira se však používá také pro typ hudby a tance. Proto lze toto spojení přeložit i jako „guantánamská guajira“ (něco jako plzeňská polka).

### Sloky
| Původní španělská verze | Česká verze |
| --- | --- |
| Yo soy un hombre sincero, de donde crece la palma, Yo soy un hombre sincero, de donde crece la palma, y antes de morirme quiero echar mis versos del alma.                 | Dnes podvečer se mi zdálo jakoby mít rád bylo málo, do slunce dívat se nedá, proto je má tvář jen bledá. Oheň však září a pálí, snad tvoji lásku nespálí      |
| Mi verso es de un verde claro y de un carmín encendido. Mi verso es de un verde claro y de un carmín encendido. Mi verso es un ciervo herido que busca en el monte amparo. | Když svatební píseň zaznívá, kdo se do kostela dívá, kdopak jsou tihle šťastní? Závistí nad láskou zazní večerem má píseň tklivá smutná a přece tak snivá.    |
| Cultivo una rosa blanca, En julio como en enero, Cultivo una rosa blanca, En julio como en enero, Para el amigo sincero Que me da su mano franca.                          | Den lásky teď tobě nadchází, řekni mi jen, co ti schází, v náručí máš rudé růže, lásko ty má kdo jen může říci, že míval tě rád, dnes je tvůj jen kamarád.    |
| Con los pobres de la tierra quiero yo mi suerte echar. Con los pobres de la tierra quiero yo mi suerte echar. El arroyo de la sierra me complace más que el mar.           | Tak dál sen o lásce snívám, často když se z okna dívám. Kladu si stále tu otázku, Zda budu mít svoji lásku. Rád budu zváti ji svojí jak obzor kde hory stojí. |

## České coververze
- V roce 1970 ji nazpívala Milena Zahrynowská s textem Václava Babuly s názvem „Pár modrých zvonů“.
- V roce 1973 ji nazpíval Jiří Štědroň s vlastním textem pod původním názvem.
- V roce 1999 nahrál Wabi Daněk parodii s velmi svérázným textem s názvem „Franta má péra“.
- V roce 2003 skupina Těžkej Pokondr představila svoji verzi písně s názvem „Jan Čech Gevara“.

Nápěv refrénu písně je užíván ve fotbalovém chorálu „Co vás tak málo“ , většinou v podání fanoušků FC Baník Ostrava, který zazněl i na koncertě Jaromíra Nohavici.